# 空手バカ一代 (パチスロ)
空手バカ一代（からてばかいちだい）は、オリンピア（販売はフィールズ）が2007年に発売した5号機のパチスロ機。『空手バカ一代』にて、つのだじろうが作画を担当した通称第一部とのタイアップ機。4種類のボーナスと「百人組手」と呼ぶRTの絡みでコインを増やす。

## 概要
- ボーナスは「空手BIG」「BIG」「チャンスボーナス」「レギュラーボーナス」の4種類がある。それぞれのボーナスは終了後に百人組手に入る確率が異なる。
- 「百人組手」と呼ばれるRTは主にボーナス後に特殊リプレイを引くことによって入る。通常時は「アントニオ猪木」関連パチスロの「道」演出を継承する七箇条の家訓演出から入ることもごくまれにある。主要な終了要件は10000Gのゲーム数消化かボーナスに当選することで、その間はコイン1Gあたり0.5枚増加する。